# Taylor (Dakota del Nord)
Taylor és una població dels Estats Units a l'estat de Dakota del Nord. Segons el cens del 2000 tenia 150 habitants.

## Demografia
Segons el cens del 2000, Taylor tenia 150 habitants, 65 habitatges, i 44 famílies. La densitat de població era de 115,8 hab./km².
Dels 65 habitatges en un 23,1% hi vivien nens de menys de 18 anys, en un 53,8% hi vivien parelles casades, en un 9,2% dones solteres, i en un 32,3% no eren unitats familiars. En el 30,8% dels habitatges hi vivien persones soles el 15,4% de les quals corresponia a persones de 65 anys o més que vivien soles. El nombre mitjà de persones vivint en cada habitatge era de 2,31 i el nombre mitjà de persones que vivien en cada família era de 2,86.
Per edats la població es repartia de la següent manera: un 22% tenia menys de 18 anys, un 6,7% entre 18 i 24, un 19,3% entre 25 i 44, un 29,3% de 45 a 60 i un 22,7% 65 anys o més.
L'edat mediana era de 46 anys. Per cada 100 dones de 18 o més anys hi havia 80 homes.
La renda mediana per habitatge era de 28.958 $ i la renda mediana per família de 30.750 $. Els homes tenien una renda mediana de 17.500 $ mentre que les dones 17.500 $. La renda per capita de la població era de 13.846 $. Cap de les famílies i el 9,4% de la població estaven per davall del llindar de pobresa.

## Poblacions més properes
El següent diagrama mostra les poblacions més properes.